# 耶奥格·塞勒纽斯
耶奥格·塞勒纽斯（挪威語：Georg Selenius，1884年10月18日—1924年5月7日），挪威男子竞技体操运动员。他曾代表挪威获得1912年夏季奥运会体操比赛男子团体自由式金牌。他于1924年在腓特烈斯塔去世。